# James Badge Dale
James Badge Dale, född 1 maj 1978 på Manhattan i New York, är en amerikansk skådespelare. Dale är mest känd för sin roll som Chase Edmunds i tv-serien 24 och som PFC Robert Leckie i krigsserien The Pacific. Han var även som elvaåring med i Flugornas herre (1990).

## Filmografi i urval
- 1990 – Flugornas herre
- 2003–2004 – 24 (TV-serie) (24 avsnitt)
- 2006 – The Departed
- 2010 – The Pacific (TV-serie) (sju avsnitt)
- 2010 – Rubicon (TV-serie) (13 avsnitt)
- 2011 – Shame
- 2013 – The Grey
- 2013 – Iron Man 3
- 2013 – World War Z
- 2013 – The Lone Ranger
- 2015 – The Walk
- 2016 – 13 Hours
- 2020 – Hightown (TV-serie) (åtta avsnitt)
- 2020 – The Empty Man
- 2022 – 1923 (TV-serie)